# Agnieszka Gryga
Agnieszka Gryga (ur. w Jastrzębiu-Zdroju) – polska zawodniczka uprawiająca taekwondo w formule GTF. Mistrzyni świata w rozbijaniu desek organizowanych przez Taekwon-do Association of Great Britain (TAGB). Należy do Jastrzębskiego Centrum Sportu Walki „Keiko”.

## Osiągnięcia sportowe i wyróżnienia
- I miejsce w Mistrzostwach Świata taekwondo 2005 w konkurencji rozbijania desek[1]
- I i III miejsce w Mistrzostwach Polski Seniorów 2005[potrzebny przypis]
- Złoty Jastrząbek za osiągnięcia w 2005 roku[2]